# Ofakim
Ofakim (hebräisch אֳפָקִים Ofaqīm, deutsch ‚Horizonte‘, Plene: אופקים, arabisch أوفاكيم) ist eine Stadt im Süden von Israel. Sie liegt im Südbezirk, 24 km westlich von Beʾer Scheva in der steppenartigen Nord-Negev-Region und zählt 29.021 Einwohner (2018). Das Land in der Umgebung der Stadt wird landwirtschaftlich mit Bewässerung genutzt.
Die Stadt wurde 1955 gegründet, als im Zuge der Vertreibung der Juden aus arabischen Ländern neu Eingewanderte aus Nordafrika in der Region angesiedelt wurden. Später kamen Einwanderer vor allem aus dem Iran, aus Ägypten, Indien, Rumänien, Äthiopien und der ehemaligen Sowjetunion.
Die Stadt zählt zu den so genannten Entwicklungsstädten Israels, was sich u. a. in der relativ hohen Anzahl von Sozialhilfeempfängern ausdrückt. Die Stadt leidet seit ihrer Gründung an strukturellen Problemen, die vor allem von der Entfernung vom Landeszentrum herrühren.
Offiziell gehört Ofakim zum Großraum der Zentralstadt Beʾer Scheva, in der viele Einwohner arbeiten. Um auch die Anbindung an das restliche Israel zu verbessern, wurde die Bahnstrecke Aschkelon–Be’er Scheva von Beʾer Scheva über Ofakim, Netivot, Sderot nach Aschkelon gebaut.
Zvika Greengold, ein israelischer Nationalheld des Jom-Kippur-Krieges, war Bürgermeister von Ofakim.
3 km südlich der Stadt beginnt der großflächige Militärflugplatz Chazerim mit der IAF-Flugakademie und dem Museum der Israelischen Luftwaffe.
Im Zuge des Terrorangriffs der Hamas auf Israel am 7. Oktober 2023 drangen mindestens 16 Terroristen der Hamas in den Westteil von Ofakim ein und töteten beim Massaker von Ofakim mindestens 52 Menschen. Im Zuge der Rückeroberung durch israelische Sicherheitskräfte wurden die Terroristen bis in die frühen Morgenstunden des nächsten Tages getötet. Es handelte sich um den am weitesten vom Gazastreifen entfernte Ort, den die Terroristen am Tag des Angriffs erreichten.